# El tiempo está después
El tiempo está después es un disco del músico uruguayo Fernando Cabrera. Fue publicado en vinilo y casete por el sello Orfeo en 1989.

## Antecedentes
En los discos de 1985 y 1986, Autoblues y Buzos Azules, Cabrera había incursionado en un sonido eléctrico y una estructura pop en las canciones. El disco con Eduardo Mateo, Mateo & Cabrera (1987) había mostrado una faceta más minimalista. En este disco se juntan ambas facetas, retomando el camino que había empezado en el álbum debut, El viento en la cara.

## Estilo musical
Parte de la impronta musical del autor surge con vivacidad a partir de este álbum. Se ve reflejado el minimalismo de la guitarra, y la distintiva técnica con la guitarra eléctrica utilizada para tocar ritmos traidiconalmente acústicos. Incorpora también arreglos corales sutiles (en las voces de Mariana Ingold, Andrés Recagno y el propio Cabrera) y ciertos aires de jazz, así como percusiones del «beat pop».

## Lista de canciones
Todas las canciones escritas y compuestas por Fernando Cabrera. 
| Lado A |                        |          |  |
| N.º    | Título                 | Duración |  |
| 1.     | «Iluminada»            | 1:02     |  |
| 2.     | «Comienza la escuela»  | 2:39     |  |
| 3.     | «Punto muerto»         | 1:46     |  |
| 4.     | «La garra del corazón» | 3:05     |  |
| 5.     | «Hay pájaros»          | 1:31     |  |
| 6.     | «Vidalita fea»         |          |  |

| Lado B |                          |          |  |
| N.º    | Título                   | Duración |  |
| 1.     | «El tiempo está después» | 2:59     |  |
| 2.     | «Imposibles»             | 2:41     |  |
| 3.     | «Copiando la lluvia»     | 2:47     |  |
| 4.     | «La casa»                | 1:43     |  |
| 5.     | «Los viajantes»          | 3:11     |  |
| 6.     | «Saber»                  | 2:15     |  |

## Músicos acompañantes
Andrés Recagno, bajo y coros, Mariana Ingold en coros, Gustavo Etchenique en batería, Leonardo Amuedo en guitarra y Eduardo Mateo en percusión.

## Reediciones
Fue reeditado en CD en 2011 y en vinilo en 2018 por el sello Bizarro Records, como parte de la serie de reediciones del catálogo patrimonial del desaparecido sello discográfico Orfeo.
.